# Alfredówka
Alfredówka – wieś sołecka w Polsce położona w województwie podkarpackim, w powiecie tarnobrzeskim, w gminie Nowa Dęba.
W latach 1975–1998 miejscowość administracyjnie należała do województwa tarnobrzeskiego.

## Części wsi
| SIMC    | Nazwa          | Rodzaj    |
| ------- | -------------- | --------- |
| 0800108 | Berówka        | część wsi |
| 0800120 | Ciosy          | część wsi |
| 0800137 | Gęś            | część wsi |
| 0800143 | Głodyniec      | część wsi |
| 0800150 | Górka          | część wsi |
| 0800172 | Na Granicy     | część wsi |
| 0800189 | Pod Kółkiem    | część wsi |
| 0800195 | Podlesie       | część wsi |
| 0800166 | Przybowe Bardo | część wsi |

## Historia
Wieś ta powstała z byłej posiadłości hrabiego Tarnowskiego. Nazwa wsi prawdopodobnie pochodzi od imienia jednego ze synów Tarnowskiego, jednak żadne ze źródeł historycznych tego nie potwierdzają. Podobnie sprawa się ma z datą powstania wioski – nie zachowały się żadne dokumenty, które potwierdzałyby konkretną datę powstania tej miejscowości, ale według źródeł powstała ok. 1802 roku, na tę datę rozumie się zmianę nazwy z Ciosy na Alfredówkę. Prowadzone badania archeologiczne wskazują, iż osada znajdowała się w tym miejscu już w okresie paleolitu schyłkowego i była zamieszkana przez przedstawicieli tzw. kultury świderskiej. Pierwotnie wieś nazywała się Ciosy, a nazwa ta wzięła się z tego, że ludzie tutaj mieszkający trudnili się wyrębem lasów i ciosaniem drzew. Alfredówka to wieś o charakterze skupionej ulicówki o luźnej zabudowie wzdłuż drogi. Domy pobudowane są zazwyczaj po obu stronach drogi.
Pod koniec XIX wieku w Alfredówce znajdowała się kancelaria gminna, karczma, posterunek policji i trzyklasowa szkoła. Pod względem kościelnym wieś należała do parafii w Miechocinie. W okresie II wojny światowej w związku z rozbudową poligonu wojskowego część mieszkańców została wysiedlona ze swoich domostw.
Od 1996 roku wieś posiada wodociąg, który został zbudowany przy udziale wsi i Społecznego Komitetu Budowy Wodociągu.
W 1996 roku został oddany do użytku nowy budynek szkoły, a w 1999 roku ufundowano sztandar, który został poświęcony 12 czerwca 1999 przez Jana Pawła II w Sandomierzu. Szkoła nosi imię Świętej Jadwigi Królowej.
W Alfredówce na mogile dwudziestu poległych w latach 1914-1920, usytuowanej na niewielkim wzniesieniu znajduje się drewniany krzyż otoczony płotkiem. W okresie II wojny światowej w związku z rozbudową przez Niemców poligonu wojskowego, część mieszkańców została wysiedlona. Po wojnie zaszły widoczne zmiany, związane było to z pracą mieszkańców w "Dezamecie" oraz w Kopalni Siarki Machów.
Obecnie można zauważyć, że intensywnie rozwija się budownictwo. W miejscowości buduje się coraz więcej domów (rocznie przybywa ich około 10), ma to związek z atrakcyjnym położeniem miejscowości oraz stosunkowo tanim gruntem.
Alfredówka jako wieś należy do parafii Najświętszego Serca Pana Jezusa w Tarnowskiej Woli. Położona jest tu Publiczna Szkoła Podstawowa im. Świętej Jadwigi Królowej. Niedaleko Alfredówki znajduje się Buda Stalowska. We wsi jest wiele amatorskich boisk piłki nożnej, boisko do siatkówki plażowej oraz niedawno powstałe boisko do koszykówki.

## Ochotnicza Straż Pożarna
OSP Alfredówka została założona w 1928 roku z inicjatywny Wojciecha Okleka, Tomasza Stroja i Franciszka Tłusty, jej pierwszym komendantem był Tomasz Strojek. W 1930 roku strażacy wybudowali drewniany barak, który był siedzibą OSP. Dysonowała wówczas ona ręczną pompą zamontowanym na specjalnym konnym wozie. Strażacy mieli również 12 galowych hełmów wykonanych z blachy miedzianej.
W 1967 roku z inicjatywny członków OSP rozpoczęto budowę nowej strażnicy, którą oddano do użytku w roku 1971. Po przeprowadzeniu prac remontowych i adaptacyjnych jest obiektem służącym mieszkańcom Alfredówki. Od chwili powstania strażacy byli najbardziej aktywną grupą w swoim środowisku. Pomagali w budowie szkoły, gazociągu, wodociągu i telefonizacji. W roku 2013 OSP Alfredówka na stanie miała 2 samochody: Forda Custom i Stara, motopompy w tym szlamową, agregat prądotwórczy, pilarkę spalinową oraz inny nowoczesny sprzęt służący do ratowania ludzi i mienia. Liczyła 33 członków czynnych i 2 honorowych. Prężnie działała drużyna młodzieżowa.
We wrześniu 2013 miała miejsce uroczystość 85-lecia OSP Alfredówka, z tej okazji mieszkańcy wsi oraz sponsorzy ufundowali strażakom sztandar oraz przekazany został lekki samochód Ford Transit Custom.

## Zabytki
- zagroda domu nr 3
- stary budynek szkoły
- drewniana kapliczka z XIX wieku przy zagrodzie nr 96